# خوان مونتالبو
خوان ماريا مونتالبو فيايوس (بالإسبانية: Juan Montalvo)‏ كاتب مقال وروائي إكوادوري، وُلد في أمباتو بالإكوادور في 13 أبريل عام 1832. عاش متّميًا بالسياسة الحزبية في بلاده، وتأثر فكره الليبرالي بشدة بالحركة التاريخية العداء لرجال الدين ومعارضة الطغاة أمثال جابرييل جارثيا مورينو وإجناسيو دي بينتيميا. وفي وقت لاحق وبعد نشره مجلة كوسموبوليتان، بدأ مونتالبو في توجيه النقد لديكاتورتية جارثيا مورينو. بعدها سافر مونتالبو إلى كولومبيا، حيث كتب الجزء الأكبر من أعماله. ويعد لاس كاتيليناريس، الذي نشر عام 1880، واحدًا من أهم وأشهر أعمال الكاتب. وتبرز االمعاهدات السبع عام 1882 والهندسة الأخلاقية عام 1902، والتي نشرت بعد وفاته، من بين مقالاته الشهيرة. إضافة إلى ذلك، قام مونتالبو بكتابة الفصول التي نساها ثيربانتس عام 1895؛ في محاولة من كتاب أمريكا اللاتينية بمحاكاة أعمال ثيربانتس في رائعته الكيخوطي. وتوفي في باريس في 17 يناير عام 1889 بداعٍ التهاب الجنبة. وتم تحنيط جثته وتم وضحها في ضريح تم تشييده في مسقط رأسه في الإكوادور.